# Történelmünk darabkái – nemzeti kirakós
A Történelmi Emlékezet Társaság kezdeményezésére 2 452 352 puzzle-darabra szabdalták a magyar nép történelmének legmeghatározóbb emlékeit a Történelmünk darabkái projekt keretében.
A különleges, 850 négyzetméteres, 33x22 méteres képkirakós februárban állította fel 1. világ- és Guinness-rekordját azzal, hogy 2 452 352 kis darabból áll. A 2. és a 3. rekordként  a világ legnagyobb darabszámú és méretű puzzle-jeként bejegyezték a magyar történelem legmeghatározóbb eseményeit, személyeit és ereklyéit ábrázoló alkotást. A projekt célja, hogy egy nemzeti összefogás keretében megszülessen a 4. rekord is. A járvány lecsengését követően, egy nagyszabású rendezvény keretében és egy profi Puzzle-rakó csapat közreműködésével szeretnének bekerülni a rekordok könyvébe. A kirakóson olyan, nemzetünk eredetét és történelmét meghatározó események és alakok kaptak helyet, mint például Attila hun király, a honfoglalás, a márciusi ifjak vagy például Puskás Ferenc.

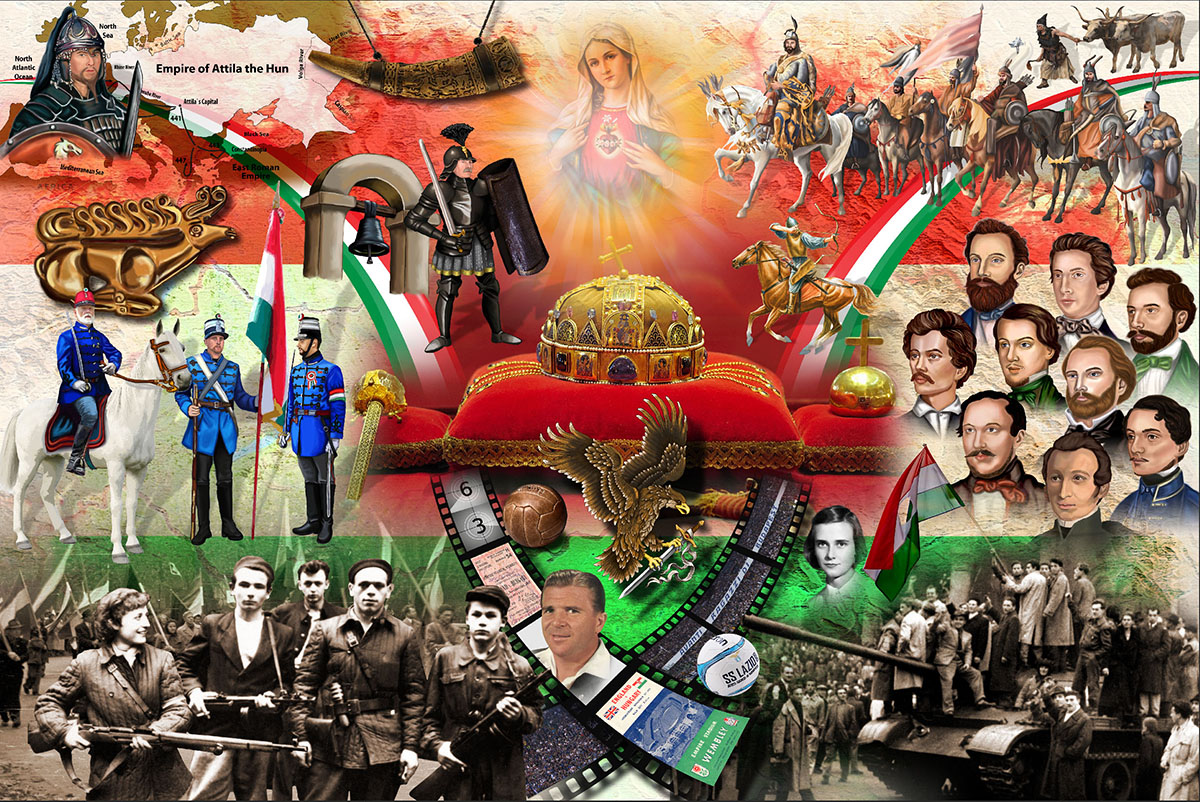
Festményekből és fotókból álló 33x22 méteres montázs, amelyből a 2 400 000 db-os, háromszoros Guinness-rekord puzzle készült!

Minden darab igazi történelmi kincs Első sorban a nemzeti értékek előtt hivatott tisztelegni ez a projekt, amellett, hogy ebben a nehéz időszakban próbálja összefogásra ösztönözni a magyar népet. A puzzle darabkái mély jelentéstartalommal bírnak és a szorosan egymásba karoló népet hivatottak szimbolizálni. A 22×33 méteres kép minden egyes darabkájából egyetlen egy készült, a maga egyedi jelölésével. A kis elemek mellé természetesen az eredetiséget és a tulajdonjogot igazoló okirat is jár. Ennek birtokában minden „Történelmünk darabkái” vásárló kap nemzeti kincseinkből egy aprócska részt, erősítve önmagában hazaszeretetét és mélyítve a magyar nemzeti érzést.
A kampány rádiós interjúkkal kezdődött, ahol dr. Csabai Attila ismertette a puzzle történetét. Ezt követték a tv-s szereplések, először az ATV reggeli adása, ahol dr. Csabai Attila mellett Erős Lászlóval készült riport, majd az RTL Klub reggeli műsorában mutatták be a művet Réti Mónika PR-menedzserrel. A további médiaszereplések a Facebookon láthatók.
A puzzle-montázsra olyan személyek és tárgyak kerültek, akikről és amikről nem álltak rendelkezésre fotók vagy nagy felbontású, felhasználható képek, ezért ezeket digitális technikával kellett megfesteni. Például a márciusi ifjak egyenként is 2,5 méteres festmények, hiszen csak rossz minőségű rézkarcok/metszetek találhatók róluk. A kivitelezés így 4 hónapon át tartó munka volt. A pontos nyomdai illesztés miatt a képet egyben kellett megcsinálni, ami óriási file-méretet generált (79 gigabyte), és ez az egyik legnagyobb montázsfestmény a világon. A montázst Kerti Tibor grafikus készítette, aki bevonta a kivitelezésbe a Launai Miklós Református Művészeti Gimnázium 3 legtehetségesebb grafikus tanulóját is (Gáll Noémi, Hadi Laura, Németh Szabina) és segítségére volt Kurdi István grafikus mester is.
A montázsképen látható:
- Attila hun király
- a csodaszarvas
- Lehel kürtje
- a Feszty körkép
- visszanyilazó hun magyar
- a nándorfehérvári diadal
- Hunyadi János
- a márciusi ifjak
- oltalmazó Szűz Mária
- Pesti srácok
- Puskás Ferenc
- 1956 hősei
- Nemzetőrség
- a Lazio szurkolók (Avanti ragazzi di Buda)
- Tóth Ilonka
- Turul madár

Ez a projekt az első dr. Csabai Attila puzzle-sorozatának. A nemzeti összefogáson túl a puzzle is része annak a jótékonysági sorozatnak, amelyre dr. Csabai Attila elhivatottságot kapott. A puzzle-vásárlók hátrányos helyzetű gyerekeken segíthetnek.